# Campodorus lituratus
Campodorus lituratus là một loài tò vò trong họ Ichneumonidae.